# Nether Kellet
Nether Kellet is een civil parish in het bestuurlijke gebied Lancaster, in het Engelse graafschap Lancashire met 663 inwoners.